# Cowsay
cowsay è un software libero che genera l'immagine in ASCII art di una mucca con un fumetto contenente un messaggio. Può anche generare immagini di altri animali tramite l'utilizzo di immagini costruite precedentemente.
Il software analogo chiamato cowthink genera una mucca con il balloon a forma di pensiero.

## Caratteristiche
```
$ cowsay "Tipico output di cowsay!"
  __________________________
 < Tipico output di cowsay! >
  -------------------------- 
         \   ^__^
          \  (oo)\_______
             (__)\       )\/\
                 ||----w |
                 ||     ||

```

Cowsay è scritto nel linguaggio di programmazione Perl ed è facilmente adattabile alle varie attività di un sistema POSIX, come per comunicare agli utenti che le loro home directory sono piene, che hanno nuova posta, ecc. A volte cowsay è usato in IRC, per screenshot del desktop e per documentare un software.
È più o meno uno scherzo all'interno della cultura hacker, ma ormai si è diffuso anche al di fuori da tale cultura.
Nel 2007 è stato eletto pacchetto Debian del giorno.
Sono presenti diversi file .cow per cowsay per produrre diversi tipi di animali, con diversi tipi di "occhi" e altri particolari.

## Esempi
Il comando Unix fortune può essere rediretto nel comando cowsay:
```
$ 
fortune
 
|
 
cowsay

 ________________________________________

/ You have Egyptian flu: you're going to \

\ be a mummy.                            /

 ----------------------------------------

        \   ^__^

         \  (oo)\_______

            (__)\       )\/\

                ||----w |

                ||     ||

```

E utilizzando il parametro -f seguito da tux, si può scambiare la mucca con altri animali come Tux, la mascotte del kernel Linux:
```
$ 
fortune
 
|
 
cowsay
 
-f
 
tux

 _________________________________________

/ You are only young once, but you can    \

\ stay immature indefinitely.             /

 -----------------------------------------

   \

    \

        .--.

       |o_o |

       |:_/ |

      //   \ \

     (|     | )

    /'\_   _/`\

    \___)=(___/

```

L'utilizzo del parametro -l mostra tutti i file .cow disponibili:
```
$ 
cowsay
 
-l

Cow files in /usr/share/cowsay/cows:

apt beavis.zen bong bud-frogs bunny calvin cheese cock cower daemon default

dragon dragon-and-cow duck elephant elephant-in-snake eyes flaming-sheep

ghostbusters gnu head-in hellokitty kiss kitty koala kosh luke-koala

mech-and-cow meow milk moofasa moose mutilated pony pony-smaller ren sheep

skeleton snowman sodomized-sheep stegosaurus stimpy suse three-eyes turkey

turtle tux unipony unipony-smaller vader vader-koala www

```

Si può vedere un esempio di tutti i file .cow disponibili digitando il comando:
```
$ 
for
 
i
 
in
 
$(
cowsay
 
-l
)
;
 
do
 
cowsay
 
-f
 
$i
 
"
$i
"
;
 
done

```

È possibile riutilizzare l'output di altri comandi tramite la pipe:
```
$ 
ls
 
|
 
cowsay
 
-f
 
tux

 ________________________________________

/ ChangeLog cows cowsay cowsay.1 INSTALL \

| install.pl install.sh LICENSE MANIFEST |

\ pgp_public_key.txt README Wrap.pm.diff /

 ----------------------------------------

   \

    \

        .--.

       |o_o |

       |:_/ |

      //   \ \

     (|     | )

    /'\_   _/`\

    \___)=(___/

```

Oppure semplicemente "fai dire alla mucca" il tuo testo con questo comando:
```
[username@hostname ~]$ 
cowsay
 
-f
 
tux
 
"Huh... Must be that I am Tux..."

 

 _____________________

/ Hello i am the linux\

\ Mascot. I am Tux... /

 ---------------------

   \

    \

        .--.

       |o_o |

       |:_/ |

      //   \ \

     (|     | )

    /'\_   _/`\

    \___)=(___/

```

## Parametri
| Parametro         | Risultato |
| ----------------- | --- |
| -n                | Disabilita l'andata a capo automatica, permettendo alla mucca di parlare FIGlet o per visualizzare altri messaggi ASCII art incorporati. La larghezza in colonne diventa quella della linea più lunga, ignorando ogni valore di -W |
| -W                | Specifica la larghezza del fumetto, in colonne, vale a dire i caratteri di un font a spaziatura fissa. Il valore predefinito è 40.                                                                                                 |
|                   | |
| -b                | "Modalità Borg", utilizza == al posto di oo per gli occhi della mucca. |
| -d                | "Dead", utilizza XX, oltre a una U discendente per rappresentare una lingua estrusa, utilizzato anche sugli oops del kernel Linux.                                                                                                 |
| -g                | "Greedy", usa $$. |
| -p                | “Paranoid”, usa @@. |
| -s                | “Stoned”, usa ** per rappresentare gli occhi iniettati di sangue, oltre a una U discendente per rappresentare una lingua estrusa.                                                                                                  |
| -t                | “Tired”, usa --. |
| -w                | “Wired”, usa OO. |
| -y                | “Youthful”, usa .. per rappresentare occhi più piccoli. |
| -t -s             | Abbina gli occhi corrispondenti a -t (Tyred) alla lingua di -s (Stoned) (non funziona con Tux). È possibile creare vari abbinamenti con le precedenti opzioni.                                                                     |
|                   | |
| -e stringa_occhio | Specifica manualmente il tipo di occhio della mucca, ad esempio cowsay -e ^^ (vedi emoticon in stile orientale). |
| -T stringa_lingua | Specifica manualmente la forma della lingua della mucca, ad esempio cowsay -T \(\) per un paio di parentesi. |
| -f cowfile        | Specifica un file .cow da cui caricare l'ASCII art alternativo. Accetta percorsi di file sia assoluti che relativi alla variabile d'ambiente COWPATH.                                                                              |
| -l                | Elenca i nomi di mucca disponibili nella directory COWPATH invece di visualizzare una citazione. |